# In the Streams of Inferno
In the Streams of Inferno è il primo album in studio del gruppo musicale norvegese Mysticum, pubblicato nel 1996 dalla Full Moon Productions.

## Tracce
1. Industries of Inferno – 1:14
2. The Rest – 4:32
3. Let the Kingdom Come – 4:59
4. Wintermass – 5:50
5. Crypt of Fear – 6:17
6. Where the Raven Flies – 4:18
7. In Your Grave – 3:43
8. In the Last of the Ruins We Search for a New Planet – 5:42

## Formazione

### Gruppo
- Prime Evil – voce, chitarra
- Cerastes – voce, chitarra
- Mean Malmberg – basso, batteria